# Верлинський Борис Маркович
Борис Маркович Верлинський (рос. Борис Маркович Верлинский; 27 грудня 1887, Бахмут, Катеринославська губернія — 30 жовтня 1950, Москва) — український і радянський шахіст. Чемпіон СРСР 1929, переможець чемпіонату УРСР 1926 року (поза конкурсом), чемпіон Москви 1928. Майстер спорту СРСР (1924), гросмейстер СРСР (1929), міжнародний майстер (1950).

## Життєпис
У юному віці разом із батьками переїхав до Одеси, де й сформувався як шахіст, брав участь у місцевих турнірах. Виступи у всеросійських турнірах любителів:
- 1909 — 10—11 місця;
- 1911 — 6-8;
- 1913 — 3 місце.

Переможець Південноросійського турніру (Одеса, 1910).
У радянський час переселився до Москви. Віце-чемпіон Москви 1924 року, 2-3 місця у 1925 році, чемпіон Москви 1928. У Московському турнірі 1925 року розділив лише 12—14 місця, але завдав поразки чемпіонові світу Х. Р. Капабланці та переміг у партіях із відомими майстрами: А. Рубінштейном, Р. Шпільманом, Ф. Земішем.
Один із найкращих радянських шахістів 1920-х років. Результати в чемпіонатах СРСР:
- 1924 — 10—11 місця;
- 1925 — 4 місце;
- 1929 — 1 місце;
- 1931 — 3—6 місце;
- 1933 — 12—13 місця;

Згодом результати в турнірах знизилися, зокрема через погіршення здоров'я.
Перший радянський шахіст, удостоєний звання гросмейстера СРСР (за перемогу в чемпіонаті країни 1929 року). Коли в 1950 був введений титул гросмейстера ФІДЕ (т.зв. міжнародний гросмейстер), Борис Маркович був відзначений цим титулом на знак пошани й визнання його внеску в розвиток шахів.